# Tauro (constelación)
Tauro o Toro (Taurus en latín) es una constelación zodiacal; su nombre en latín es Taurus y en español toro. Destaca en el cielo invernal del hemisferio norte (estival del hemisferio sur), entre Aries al oeste y Géminis al este. Al norte se encuentran Perseo y Auriga; al sureste Orión, y al suroeste Eridanus y Cetus.
En el zodíaco es el segundo signo. Como tal, en la Antigüedad contenía la constelación del mismo nombre, pero la precesión de los equinoccios ha hecho que el signo de Tauro se encuentre ocupado por la constelación de Aries. Actualmente el sol brilla sobre Tauro entre el 14 de mayo y el 21 de junio.

## Características destacables

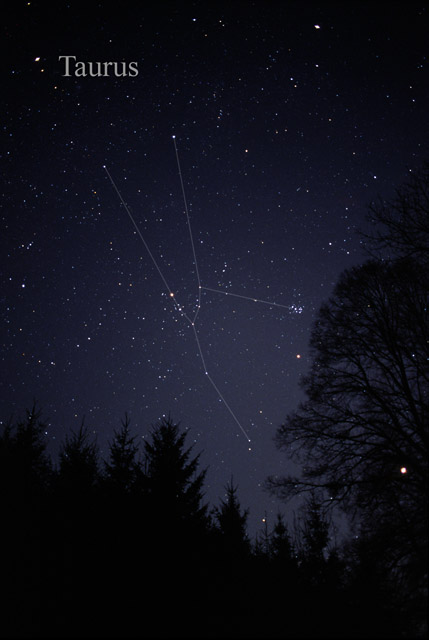
Constelación de Tauro [http://www.allthesky.com/constellations/taurus-e.html AlltheSky.com

Aldebarán (α Tauri), la estrella más brillante de la constelación, es una gigante naranja —catalogada como K5+III— de primera magnitud. Su nombre proviene del árabe الدبران, cuyo significado es «la que sigue», en referencia a que esta estrella sigue al cúmulo de las Pléyades en su recorrido nocturno a través del cielo.
La medida de su diámetro angular, corregido por el oscurecimiento de limbo, permite determinar su radio, que es 45 veces más grande que el del Sol.
Está catalogada como una variable pulsante irregular, con una fluctuación del brillo de 0,2 magnitudes.
Parece estar físicamente relacionada con una tenue enana roja: la separación actual entre ambas estrellas es de 607 ua.
Elnath o Alnath (β Tauri), segunda estrella más brillante, forma los cuernos del toro junto a ζ Tauri. Es una gigante blanco-azulada de tipo espectral B7III con una luminosidad 700 veces mayor que la luminosidad solar; además, es una estrella de mercurio-manganeso con contenidos anómalos de algunos metales.
Por su parte, ζ Tauri, oficialmente llamada Tianguan, es una binaria eclipsante con un período orbital de 0,36 años. La componente principal es una subgigante blanco-azulada de rápida rotación (330 km/s), siendo una de las estrellas Be más estudiadas. El disco de materia alrededor de la estrella —cuyo diámetro angular ha podido ser medido directamente— tiene un diámetro 64 veces más grande que el diámetro solar.
Otra binaria eclipsante es λ Tauri, formada por una estrella azul de la secuencia principal de tipo B3V y una subgigante blanca de tipo A4IV muy próximas entre sí, apenas separadas 0,10 ua —un 27 % de la distancia entre Mercurio y el Sol. Al ser menos luminosa la estrella blanca que la azul, cuando cada 3,95 días la primera pasa por delante de la segunda, el brillo de λ Tauri desciende 0,4 magnitudes. Una tercera estrella completa una órbita cada 33,95 días en torno al par interior.
ξ Tauri es otra estrella múltiple constituida por una estrella triple orbitada por una cuarta componente. La estrella triple está formada por una binaria cercana —también binaria eclipsante— compuesta por dos estrellas blanco-azuladas de tipo B9V cuyo período es de 7,15 días. Alrededor de este par interior se mueve una estrella B8V que emplea 145 días en completar su órbita. La cuarta componente es de octava magnitud y se halla visualmente a varias décimas de segundo de arco de la estrella triple.
A su vez, ν Tauri es una estrella blanca de la secuencia principal de tipo A0.5Va sin ninguna compañera estelar conocida; con una temperatura de 7836 K, es 28 veces más luminosa que el Sol.
ω2 Tauri es una estrella de tipo A3m con una abundancia relativa de hierro doble de la del Sol ([Fe/H] = +0,32) y también con un contenido elevado de bario, seis veces superior al solar.
De distintas características, ο Tau es una gigante amarilla de tipo espectral G6III y una binaria espectroscópica cuyo período orbital es de 4,53 años.
Muy parecidas a ella, π Tauri tiene tipo G7III y 5011 K de temperatura efectiva, y n Tauri es otra gigante de tipo G8III con una temperatura ligeramente inferior de 4998 K.
En cambio, 39 Tauri es una enana amarilla de tipo espectral G5V parecida al Sol aunque más joven que este; ha sido resuelta como estrella binaria mediante interferometría de moteado.
111 Tauri es otra binaria cuya componente principal es también una enana amarilla, pero de tipo F8V con una luminosidad un 85 % mayor que la luminosidad solar; es, además, una varianle BY Draconis. También de tipo F8 es 10 Tauri, una estrella evolucionando hacia la etapa de subgigante 3,2 veces más luminosa que el Sol.

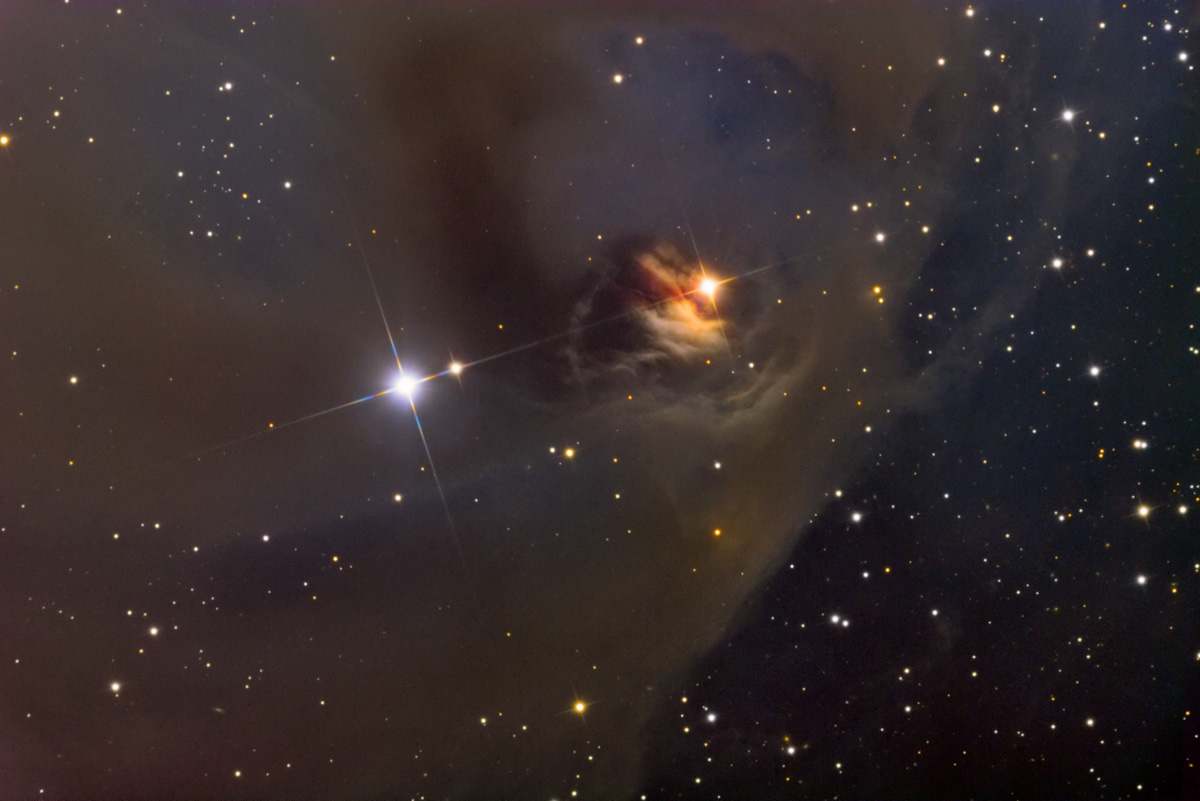
Nebulosa NGC 1555 iluminada por la estrella T Tauri

Dos estrellas variables en la constelación, T Tauri y RV Tauri, son los prototipos de sendos grupos de estrellas que llevan sus nombres. Así, las estrellas T Tauri son estrellas jóvenes que aún no han entrado en la secuencia principal, se encuentran cerca de nubes moleculares y son variables: ejemplos de esta clase son CoKu Tauri/4, cuya edad es de solo 1 millón de años, y AA Tauri, rodeada por un disco protoplanetario en el cual se ha detectado la presencia de cianuro de hidrógeno, acetileno y dióxido de carbono.
Análogamente, DG Tauri es otra estrella T Tauri en donde se han obtenido imágenes de dos chorros («jets») de rayos X que se extienden unas 700 ua en ambos sentidos desde la estrella.
Por su parte, las variables RV Tauri son supergigantes de tipo G, F o K cuyos cambios de luminosidad están ligados a pulsaciones radiales en sus superficies; los cambios de brillo van acompañados de cambios en el tipo espectral.
R Tauri es una variable Mira con un período de 320,9 días y una variación de brillo de 8,2 magnitudes.
Y Tauri —estrella de carbono distante unos 2000 años luz cuya luminosidad es 14 600 veces mayor que la del Sol— es una variable semirregular SRB con un período de 241,5 días.
RR Tauri es una estrella Herbig Ae/Be —equivalente a una estrella T Tauri pero más masiva y caliente— de tipo A0:IVe. Se caracteriza por su violenta variabilidad en el espectro visible, ya que el rango completo de variación se extiende desde magnitud 10,6 hasta magnitud 13,8 - 14,0. Además, las fluctuaciones tienen lugar en escalas de tiempo tan cortas como un día y son completamente impredecibles.
Por otro lado, RZ Tauri es una binaria de contacto —las dos estrellas comparten sus capas exteriores— de tipo A8V con un período orbital de 9,98 horas.
Otra variable de interés es IK Tauri, estrella de la rama asintótica gigante rica en oxígeno con una temperatura superficial de 2200 K. Es una variable Mira cuyo brillo varía entre magnitud 10,8 y 16,5 en un período de 470 días.
Asimismo, CE Tauri es una supergigante roja con un radio 590 veces más grande que el radio solar y una luminosidad 66 000 veces mayor que la del Sol; es una variable semirregular cuyo brillo fluctúa entre magnitud 4,23 y 4,54.
En varias estrellas de la constelación se han descubierto sistemas planetarios. HD 37124 es una subgigante o enana amarilla de tipo G4IV-V con tres exoplanetas situados a 0,5, 1,7 y 2,8 ua de la estrella.
Otra subgigante de tipo G5IV, HD 32963, es orbitada por un planeta a una distancia de 3,41 ua.
Hoggar, nombre de HD 28678, es otra estrella con un planeta cuya masa es, al menos, un 70 % mayor que la de Júpiter.
CI Tauri, joven estrella de 2 millones de años de edad y tipo espectral K4IVe, también alberga un sistema planetario con un planeta del tipo «júpiter caliente», lo cual es sorprendente en una estrella tan joven.
En cambio, Gliese 176 es una enana roja de tipo M2.5V a 31 años luz en donde en 2008 se anunció la existencia de un planeta aún por confirmar.
Tauro también contiene dos de los cúmulos abiertos más conocidos del firmamento. El primero de ellos, las Pléyades (M45), es uno de los cúmulos estelares más próximos a la Tierra y sus principales componentes —entre las que cabe destacar a Alcíone, la más brillante, o Atlas— son estrellas azules calientes que se han formado en los últimos cien millones de años. Así, Alcíone es una estrella Be de tipo B7III cuya luminosidad es 2000 veces mayor que la del Sol, mientras que Atlas tiene tipo B8III y es una binaria espectroscópica.
El cúmulo contiene más de 1000 miembros confirmados, si bien este número no incluye aquellos sistemas binarios no resueltos.
Aunque la distancia a la que se encuentra el cúmulo ha sido objeto de cierta controversia, los estudios más recientes lo sitúan a 136 pársecs (444 años luz) del sistema solar.

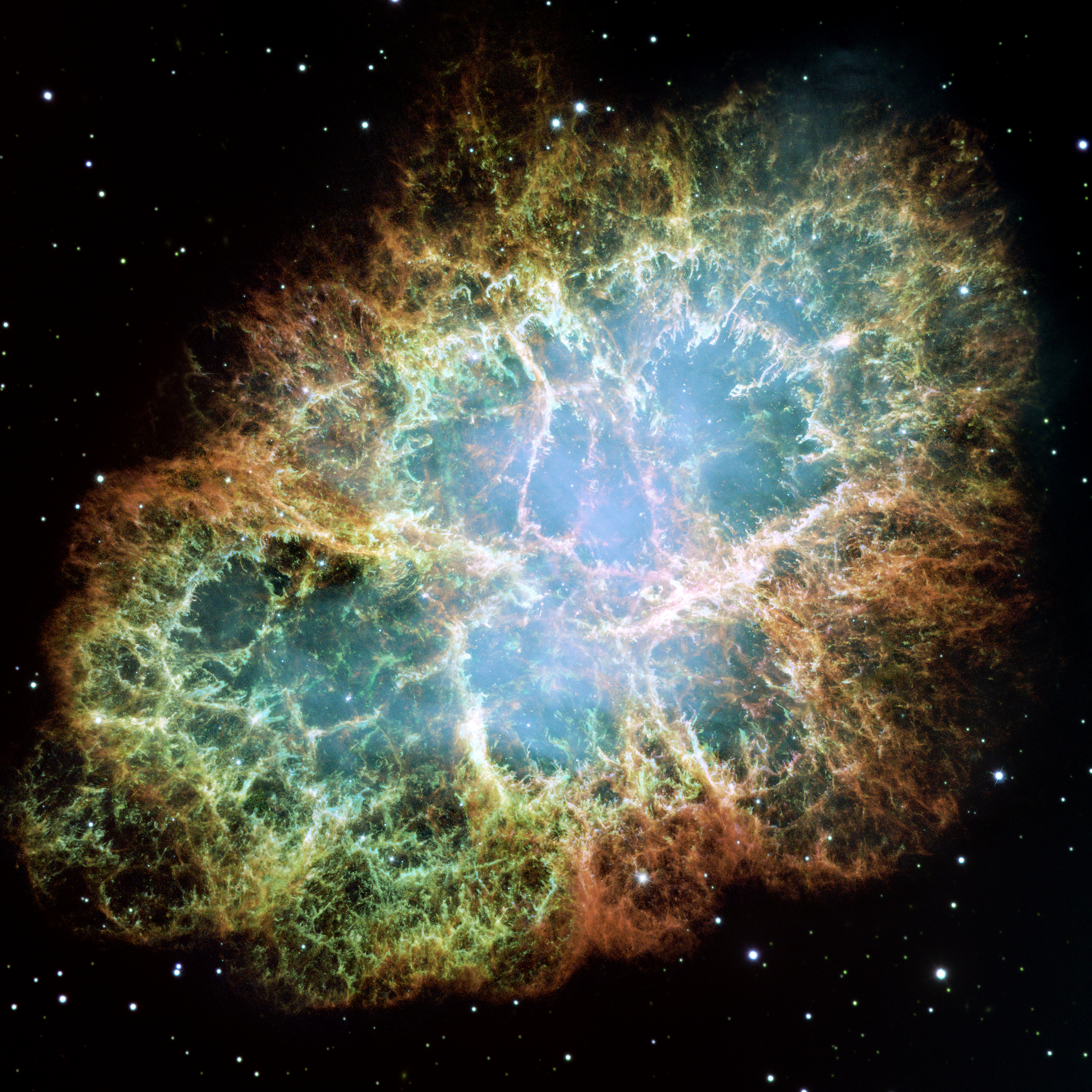
Imagen de la nebulosa del Cangrejo obtenida con el telescopio espacial Hubble

El otro cúmulo, las Híades, consta de 80 estrellas y está a 153 años luz de distancia, por lo que es el cúmulo estelar más próximo a la Tierra.
Mientras que el cúmulo tiene alrededor de 75 años luz de diámetro, el prominente grupo central posee cerca de 10 años luz de diámetro. Su diagrama de Hertzsprung-Russell indica que las Híades tienen una edad de 625 ± 50 millones de años y los cinco miembros más brillantes de este cúmulo están evolucionando ya hacia estrellas gigantes. γ Tauri, δ1 Tauri, θ1 Tauri son gigantes del cúmulo de tipo espectral G9.5III, la primera 2,7 veces más masiva que el Sol y la segunda 2,54 veces más masiva.
Otra de estas gigantes es ε Tauri o Ain, también de tipo G9.5III, y posee un planeta extrasolar, formalmente llamado Amateru, con una masa al menos 7,6 veces mayor que la de Júpiter que orbita a 1,93 ua de ella. Amateru fue el primer planeta descubierto en un cúmulo estelar.
Pero la estrella más brillante del cúmulo es θ2 Tauri, una binaria de tipo espectral A cuyas dos componentes tienen 2,86 y 2,16 masas solares; además es una variable Delta Scuti con una variación de brillo de 0,07 magnitudes.
NGC 1817 es otro cúmulo abierto, aunque está mucho más alejado de la Tierra, pues se encuentra a 6400 años luz. Tiene un contenido metálico inferior al solar y es algo más antiguo que la Híades, con una edad comprendida entre los 800 y los 1200 millones de años.
La nebulosa del Cangrejo (M1) se localiza en esta constelación.
Es el resto de supernova proveniente de la explosión de una supernova en 1054 (SN 1054). Tiene unos seis años luz de radio y encuentra a una distancia aproximada de 6500 años luz de la Tierra. En su centro se encuentra el púlsar del Cangrejo (PSR B0531+21); su período de rotación es de 33 milisegundos y emite pulsos de radiación que van desde los rayos gamma a las ondas de radio.
Otro resto de supernova —en el límite con Auriga—, es Simeis 147, uno de los más antiguos de su clase, pues su edad se estima en unos 100 000 años. A pesar de su antigüedad conserva bien su simetría esférica, excepto en las regiones  del este y del oeste. 

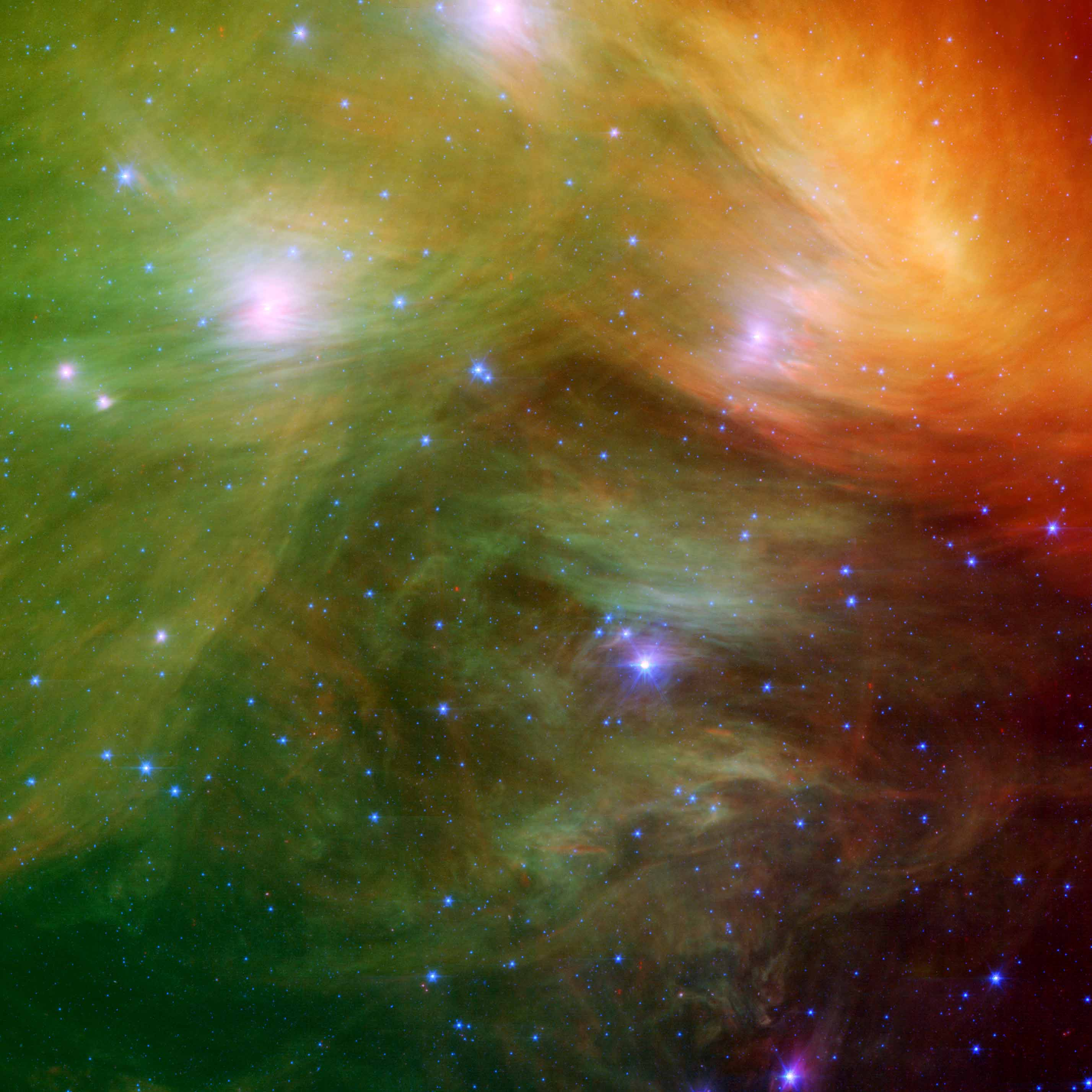
Imagen en infrarrojo de la nebulosa de Merope, distante 440 años luz

NGC 1514 es una nebulosa planetaria, descubierta por William Herschel en 1790, en cuyo centro hay una estrella binaria con un período que puede estar entre 4 y 9 días. La estrella que ha dado lugar a la nebulosa es hoy invisible, siendo la acompañante una gigante de tipo A0III. Se ha especulado que la nebulosa proviene de una envoltura común para ambas estrellas. De acuerdo a la paralaje medida por el observatorio espacial GAIA, NGC 1514 se encuentra a 1520 años luz de la Tierra.
NGC 1435 o nebulosa de Merope es una nebulosa de reflexión difusa en las Pléyades iluminada por la estrella homónima, de tipo B6IV(e). Aunque en el pasado se pensó que las Pléyades se formaron a partir de esta y otras nebulosas limítrofes, hoy se acepta que la nebulosidad es el resultado de un encuentro fortuito con la nube.
Otra nebulosa de reflexión es NGC 1555 —llamada también nebulosa de Hind—, en este caso iluminada por la estrella T Tauri. Tanto la estrella como la nebulosa varían significativamente de brillo, pero no necesariamente al mismo tiempo. Dado que T Tauri es parte de un sistema múltiple, se ha sugerido que esta nebulosa también puede contener otro objeto estelar muy joven.
La nube molecular de Tauro (TMC-1) es una nube molecular interestelar entre las constelaciones de Tauro y Auriga. Alberga una región de formación estelar con cientos de estrellas recién formadas.
NGC 1409 y NGC 1410 son dos galaxias en colisión observables en Tauro. Ambas están conectadas por lo que parece ser un conducto de gas que se extiende más de 20 000 años luz.

## Estrellas principales

Tamaños comparados de Aldebarán y el Sol.

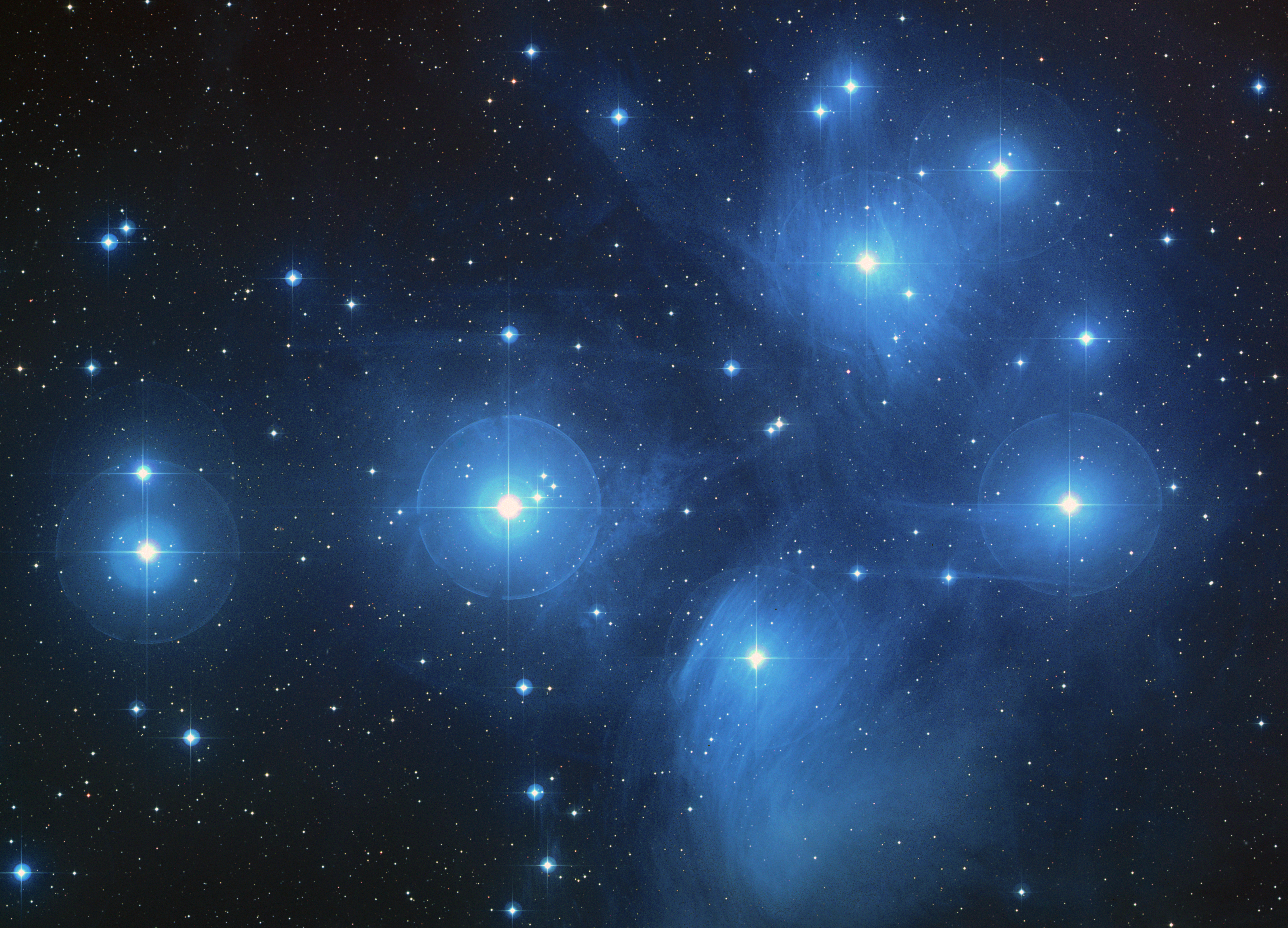
Las Pleyades.

- α Tauri (Aldebarán), estrella gigante rojo-anaranjada de magnitud 0,87. Tiene una tenue compañera de magnitud 13,5 a 28 segundos de arco.
- β Tauri (Elnath), gigante blanco-azulada de magnitud 1,68.
- γ Tauri (Hyadum I), gigante naranja miembro del cúmulo de las Híades de magnitud 3,65.
- δ Tauri, en realidad tres estrellas, todas miembros de las Híades. δ1 Tauri (Hyadum II) es una estrella similar a Hyadum I.
- ε Tauri (Ain), gigante amarillo-naranja miembro de las Híades con magnitud 3,53 y en donde se ha descubierto un planeta extrasolar.
- ζ Tauri, estrella binaria de magnitud 2,97 situada en el cuerno sur del toro.
- η Tauri (Alcíone), la estrella más brillante del cúmulo de las Pléyades y la tercera de la constelación con magnitud 2,85, es una joven estrella blanco-azulada.
- θ Tauri, denominación de Bayer compartida por dos estrellas distintas, θ1 Tauri y θ2 Tauri; de color naranja y blanco, respectivamente, se hallan separadas 5,6 minutos de arco y forman parte de las Híades.
- κ Tauri, estrella doble visual cuyas componentes, de color blanco, están separadas 5,6 minutos de arco.
- λ Tauri, sistema estelar triple y variable eclipsante.
- ν Tauri, estrella blanca de la secuencia principal de magnitud 3,90.
- ξ Tauri, sistema estelar cuádruple de magnitud 3,73.
- ο Tauri y π Tauri, gigantes amarillas de magnitud 3,62 y 4,69 respectivamente.
- ρ Tauri, variable Delta Scuti de magnitud 4,66.
- ω2 Tauri, estrella Am de magnitud 4,93.
- n Tauri (109 Tauri), gigante amarilla de magnitud 4,96.
- Merope (23 Tauri), estrella de las Pléyades que ilumina la nebulosa de reflexión NGC 1435.
- 10 Tauri, estrella amarilla situada a 45 años luz con un posible disco circunestelar a su alrededor.
- 30 Tauri (e Tauri), joven estrella binaria de magnitud 5,06 con una edad estimada inferior a 28 millones de años.
- 39 Tauri, enana amarilla algo más fría que el Sol de magnitud 5,90.
- 79 Tauri, estrella de las Híades rodeada por un disco de polvo circunestelar.
- 90 Tauri (c Tauri), estrella blanca de magnitud 4,27 que forma parte de las Híades.
- 111 Tauri, enana amarilla a 48 años luz del sistema solar.
- 139 Tauri, gigante luminosa azul de magnitud 4,82.
- T Tauri, estrella variable prototipo de una clase de estrellas en proceso de formación y que aún no han entrado en la secuencia principal.
- Y Tauri, estrella de carbono y variable semirregular cuyo brillo varía entre magnitud 6,5 y 9,2 en un período de 241,5 días.
- RV Tauri, prototipo de estrellas variables intermedias entre las cefeidas y las variables Mira.
- RZ Tauri, binaria eclipsante de contacto en donde se produce transferencia de masa entre las dos estrellas.

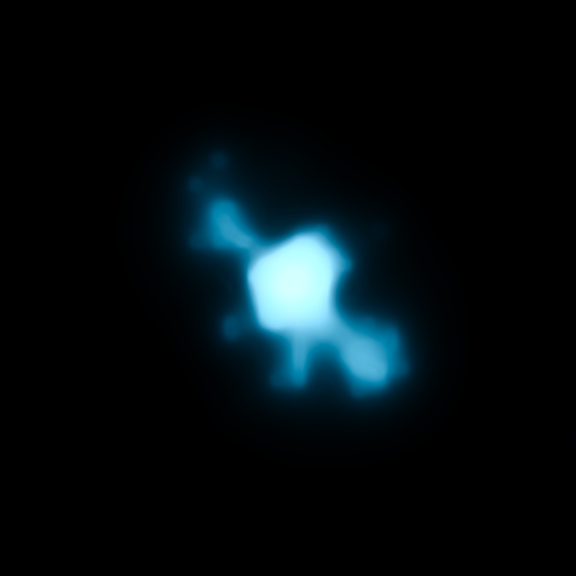
Imagen de DG Tauri obtenida con el observatorio de rayos X Chandra.

- UX Tauri, sistema triple formado por tres estrellas T Tauri; alrededor de la más brillante se ha descubierto un disco protoplanetario.
- AA Tauri, estrella T Tauri que posee un disco protoplanetario en el que se han detectado moléculas orgánicas.
- CD Tauri, binaria eclipsante de magnitud 6,77.
- CE Tauri (119 Tauri), supergigante roja, una de las estrellas más grandes que se conocen.
- DG Tauri, estrella T Tauri en donde se han observado dos chorros de rayos X.
- EQ Tauri, binaria de contacto de magnitud 11,20.
- IK Tauri (NML Tauri), una de las estrellas de la rama asintótica gigante más estudiadas; es una variable Mira cuyo brillo oscila entre magnitud 10,8 y 16,5.
- HD 37124, estrella amarilla con tres planetas conocidos.
- Gliese 176 (HD 285968), enana roja con un planeta extrasolar de tipo supertierra.
- CoKu Tauri/4, joven estrella T Tauri rodeada por un disco circunestelar.
- Gliese 169, enana naranja distante 37,5 años luz.
- HL Tau 76 (V411 Tauri), enana blanca pulsante, variable del tipo ZZ Ceti.

## Objetos de cielo profundo

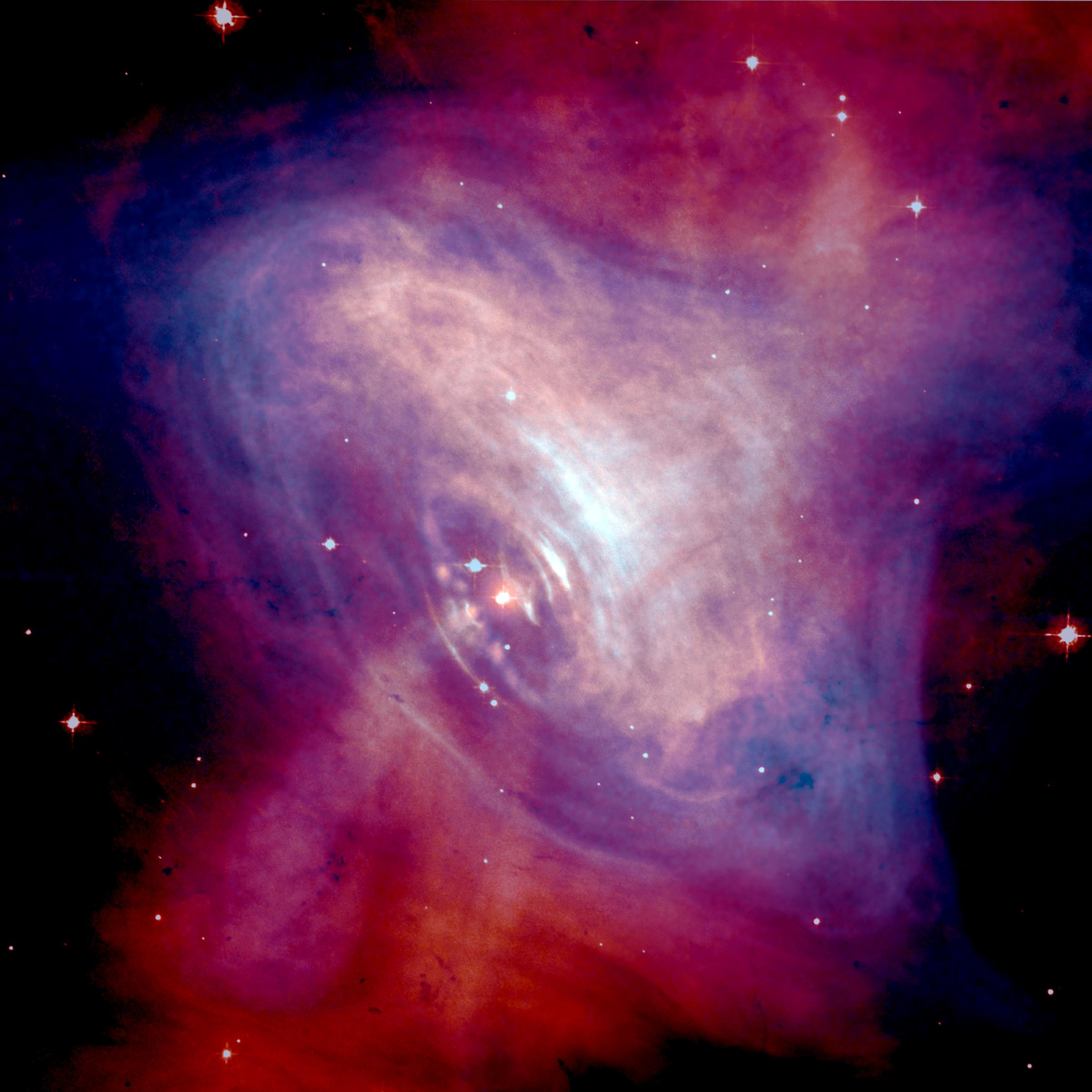
M1 (nebulosa del Cangrejo)

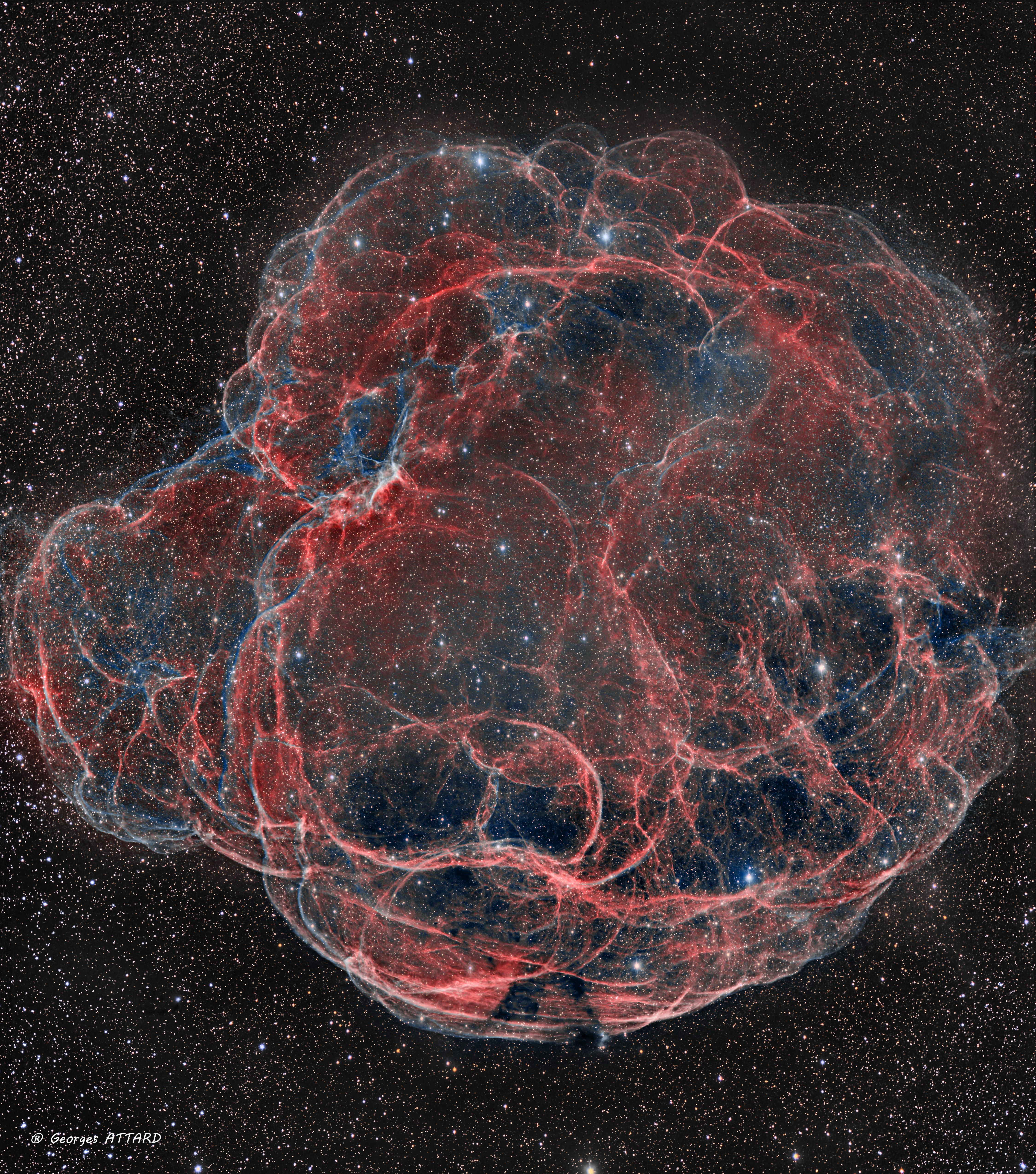
Resto de supernova Simeis 147

- Las Pléyades (M45) es un cúmulo abierto de estrellas situado al norte de la constelación. El cúmulo tiene unos doce años luz de diámetro y contiene un total de 500 a 1000 estrellas. Está dominado por estrellas azules jóvenes, de las cuales ocho pueden ser observadas a simple vista dependiendo de las condiciones atmosféricas (cielos muy limpios y ausencia de Luna). Dentro de él se encuentra la nebulosa de Merope (NGC 1435).
- Las Híades es también un cúmulo abierto que contribuye a formar la «V» en el cielo que forma el inicio de la cabeza del toro. Se encuentra a 153 años luz de distancia y consta de 80 estrellas situadas en una esfera de 12 pársecs de diámetro.
- M1 o nebulosa del Cangrejo, formada por los restos de una supernova cuya explosión, observada en la Tierra el 4 de julio de 1054, fue lo bastante brillante para verse de día. Es mencionada en crónicas chinas y en la poesía amerindia. En su interior se encuentra un púlsar —estrella de neutrones muy densa que gira a gran velocidad— denominado púlsar del Cangrejo. Tiene aproximadamente 25 km de diámetro y rota a razón de 30 veces por segundo.
- NGC 1514, redondeada nebulosa planetaria brillante y amorfa con un radio de 65 segundos de arco. Situada a unos 1500 años luz de distancia, fue descubierta por William Herschel en 1790.
- NGC 1555, llamada también nebulosa variable de Hind, es una nebulosa de reflexión que experimenta variaciones en su brillo como consecuencia de cambios en la estrella que la ilumina, la variable T Tauri. Fue descubierta por John Russell Hind en 1852.
- NGC 1647 y NGC 1817, dos cúmulos abiertos; el segundo parece ser algo más viejo que las Híades.
- Simeis 147, tenue nebulosa originada por una supernova hace más de 100 000 años. El radio púlsar PSR J0538+2817, ubicado a 40 minutos de arco al oeste del centro de la nebulosa, parece estar asociado con ella.
- NGC 1410 y NGC 1409, dos galaxias interaccionando entre sí.

## Mitología

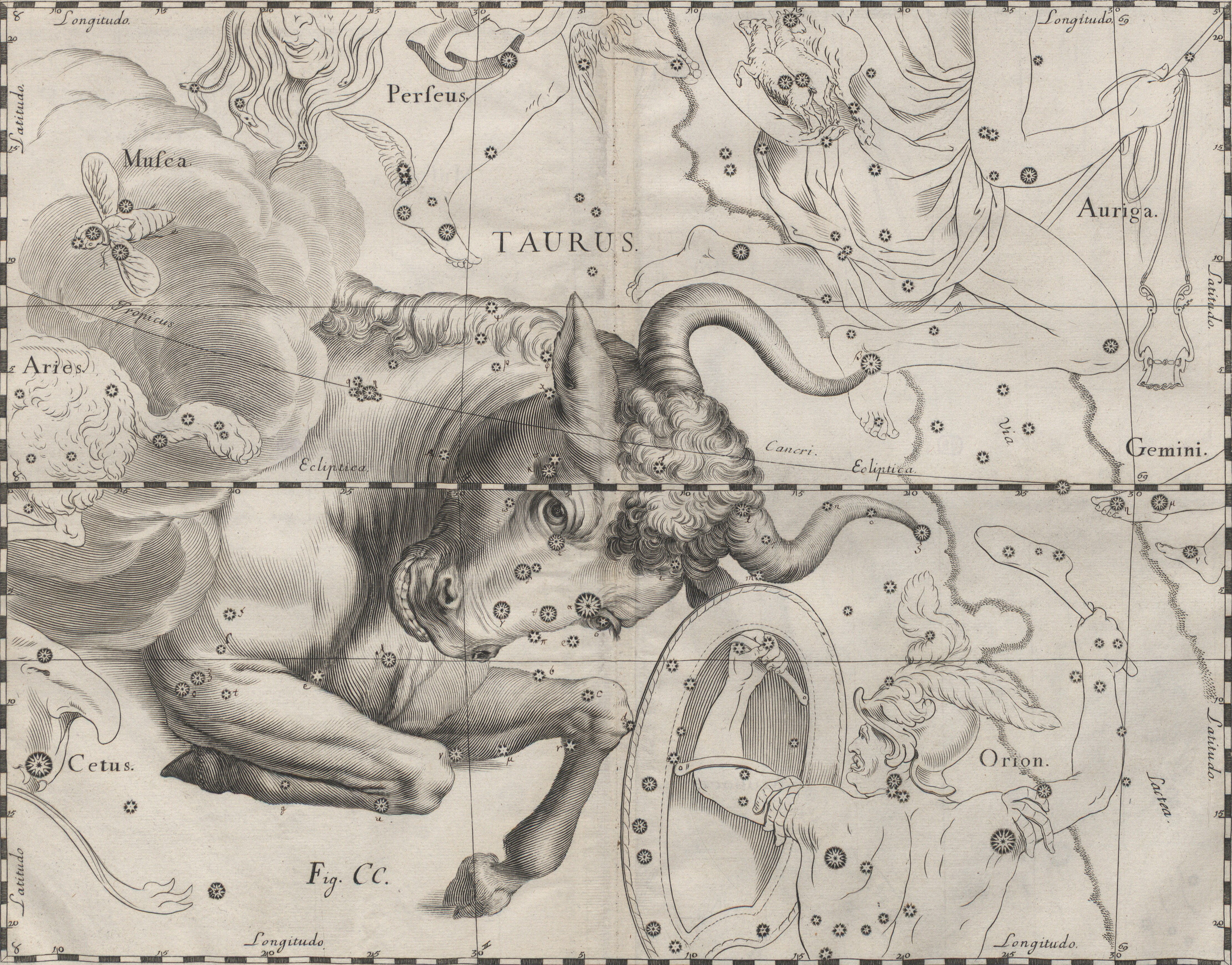
Constelación de Tauro "El Toro".

El catasterismo de la constelación del Toro tiene hasta cinco variantes en la mitología griega. En sumerio le conoce como GU.AN.NA (el toro celestial). Manilio dice el Toro, con el rostro y la frente bajos llama a los Gemelos y Arato en cambio lo asocia con las Híades, que se encuentran a su lado, en tanto que las Pléyades también están asociadas a la misma constelación.
La primera versión, en la mitología griega, nos dice que al toro se lo colocó entre los astros por haber llevado a Europa desde Fenicia hasta Creta con seguridad atravesando el mar, según cuenta Eurípides, en atención a esto se encuentra entre las constelaciones más visibles, habiendo recibido este honor de Zeus. O bien el catasterismo tiene la forma del propio Zeus metamorfoseado en el toro.
La segunda versión se refiere al toro de Creta con el que copuló Pasífae. La tercera versión se refiere al toro de Maratón, que vivió en el Ática haciendo estragos hasta que lo mató Teseo. La cuarta versión nos dice que Zeus honró a Ío, que se transformó temporalmente en una vaca, colocando una imagen suya en esa forma en el cielo; en esa forma no se le diferencian bien los cuartos traseros y su género queda ambiguo. La quinta versión dice que el toro forma una imagen celeste con su vecino Orión, el gran cazador parece amenazarlo con su garrote.